# کلر بورژه
کلِر بورژه (فرانسوی: Claire Burger‎) زادهٔ سیزده اکتبر ۱۹۷۸ در شهر فوربک یک کارگردان، فیلم‌نامه‌نویس و بازیگر اهل فرانسه است. وی از سال ۲۰۰۶ میلادی تاکنون مشغول فعالیت بوده‌است. او به همراه ماری آماشوکلی و ساموئل تیس برای فیلم پارتی گرل برنده دوربین طلایی از جشنواره فیلم کن ۲۰۱۴ شده‌است.